# Laura (Wyspy Marshalla)
Laura – miejscowość na Wyspach Marshalla; na atolu Majuro; 2200 mieszkańców (2006). Ośrodek turystyczny.